# みなぎ得一
みなぎ 得一（みなぎ とくいち）は、日本の漫画家。

## 作風
作品に登場するキャラクターのほとんどにはいわゆる「元ネタ」――「猫又（ネコマタ）」「鵼（ヌエ）」など――が存在し、巻末にみなぎ得一作品の「付喪神（ツクモガミ）」文車妖妃（フグルマヨウヒ）のしおりちゃんがそれについての緻密な解説をしている（モブキャラや背景などに至っては、ガンダムなどのスーパーロボットや格闘ゲームのキャラをモチーフにしたパロディも散見する）。
手掛けるオリジナル作品のほとんどが、「大召喚」と呼ばれる世界規模の事件が起こった、架空の日本（劇中では「秀真國」と呼ばれる）を舞台としており、ある作品の主人公が、他の作品にも登場している。

## 作品

### 連載終了
- 大復活祭 - コミックガム連載、ワニブックス刊 単巻、後に新装版も刊行
- いろは双紙 - 月刊マンガボーイズ連載、徳間書店刊 コミックスはホビージャパンより。単巻（絶版）ワニブックスより新装版刊行。
- いろは双紙（新装版） - ワニブックス刊 単巻
- 足洗邸の住人たち。 - コミックガム連載、ワニブックス刊 全13巻（完全版は全11巻）。
- √3＝ (ひとなみにおごれやおなご) - 「コミックダンガン」（ホビージャパンWEBコミック）2011年12月に1話目を開始したが「コミックガム」（ワニブックス）に移行、2020年3月18日まで連載。全5巻。
- サクラコード - 「コミックガム」（ワニブックス）2013年6月号 - 2019年9月18日まで連載。全6巻
- 妖精学者の夏時間 - 「ニュースクランチ」にて2020年9月16日 - 2021年2月17日まで連載。大洋図書から全1巻
- 都市伝説の花子さん - 「LINEマンガ」にて2021年12月13日から2022年8月29日まで連載。
- アンソロジー
  - 「コミックガム」06年11月号の『シャッフル・ガム』にて『月詠』のパロディ4ページを執筆。

### 読切
- 妖かし草紙 - ガンガンファンタジー漫画賞入選

以下に『ブー・スター（Boo☆Star）』『足洗邸の外伝。』を加えた短編集『今日もあの世で待ち合わせ』が大洋図書より刊行。
- 黒龍水使 - コミックガイズ掲載
- 手長足長 - コミックガム掲載
- 決（キメ）☆ライダー - 月刊エースネクスト掲載
- ガール・マスター - 雑誌未発表作品。ホビージャパンコミックス版「いろは双紙」に収録。

その他、ソニーマガジンズ発刊のゲーム系アンソロジーに執筆。